# Senza troppi preamboli...
Senza troppi preamboli è un album dei Legittimo Brigantaggio registrato nella primavera del 2006 per la Blond Records.
La copertina dell'album è una foto del fotografo Luigi Renzi.

## Ospiti
Nell'album sono presenti diversi ospiti del genere Folk e Folk rock.
In Piccola Leggenda abbiamo una personalità come Enrico Capuano mentre troviamo i due frontmen del gruppo dei Ratti della Sabina, Roberto Billi e Stefano Fiori, rispettivamente nelle canzoni Le scatole parlanti e Colpo grosso all'Asinara. La voce recitante in La lotta dell'inverno è di Marino Severini dei Gang.

## Tracce
1. Branko
2. Piccola Leggenda
3. Tutto è merce
4. Le Scatole Parlanti
5. Alla Macchia
6. Firmamenti e Catene
7. La Carica dei Corsari
8. Tammurriata dei Carcerati
9. Colpo grosso all'Asinara
10. La Notte del Destino
11. La Lotta dell'Inverno